# Benighted Pass
Benighted Pass är ett bergspass i Antarktis. Det ligger i Östantarktis. Nya Zeeland gör anspråk på området. Benighted Pass ligger 2 400 meter över havet.
Terrängen runt Benighted Pass är kuperad. Trakten är obefolkad. Det finns inga samhällen i närheten.